# Черниговская, Светлана Геннадьевна
Светлана Черниговская (14 апреля 1994, Волжский) — российская гребчиха-байдарочница, выступает за сборную России начиная с 2012 года. Чемпионка мира 2024 года. Бронзовая призёрка чемпионатов мира и Европы, победительница и призёрка регат национального и международного значения. На соревнованиях представляет Волгоградскую область и ЦСКА, мастер спорта России.

## Биография
Светлана Черниговская родилась 14 апреля 1994 года в городе Волжский Волгоградской области. В детстве активно занималась плаванием (её мать является мастером спорта по плаванию), однако в конечном счёте сделала выбор в пользу гребли на байдарках. Проходила подготовку в Центре спортивной подготовки по гребным видам спорта и ЦСКА, тренировалась под руководством таких специалистов как О. А. Панкратов, Д. А. Панкратов, В. С. Колесников.
Будучи студенткой Волгоградской государственной академии физической культуры, в 2013 году отправилась представлять страну на летней Универсиаде в Казани, где завоевала серебряную медаль в программе байдарок-четвёрок на пятистах метрах.
В 2014 году в разных гребных дисциплинах была победительницей и призёркой на первенстве и Кубке России, принимала участие в юниорских чемпионатах Европы и мира, дебютировала на взрослом Кубке мира.
Первого серьёзного успеха на взрослом международном уровне добилась в сезоне 2015 года, когда попала в основной состав российской национальной сборной и побывала на чемпионате Европы в чешском Рачице, откуда привезла награду бронзового достоинства, выигранную в зачёте четырёхместных байдарок на дистанции 500 метров совместно с такими гребчихами как Елена Анюшина, Кира Степанова и Вера Собетова — на финише они уступили только экипажам из Белоруссии и Украины. Участвовала в первых Европейских играх в Баку, но попасть здесь в число призёров не смогла, в четвёрках на пятистах метрах заняла седьмое место.
В 2016 году отметилась серебряной наградой на этапе Кубка мира в немецком Дуйсбурге.